# Fling Fish Sausage Club
Fling Fish Sausage Club（フライング フィッシュ ソーセージ クラブ）は日本の劇団。

## 概要
2008年に、大阪で活動していた松永恭昭が、和歌山市で活動する劇団として旗揚げ。
以後、和歌山・大阪を中心に活動している。
劇団のコンセプトは、「群集と集団・地方都市・人間関係のすれ違い」をちょっとした笑いをキーワードに人間を描く。最近は「わかりやすい、わからなさ」を標榜している。

## 劇団員
- 松永恭昭　（代表・作・演出）
- 小山ケーキ
- 南うみべ
- 山田アオ

## 公演
特記のないものは、作・演出　松永恭昭。
- side-a「屋上からの、スイぶんぶん」（2008/06/28・29、和歌浦アートキューブ）作・森本洋史（桃園会）
- Side-b「紙風船」（2008/09/13〜15、和歌浦アートキューブ）作・岸田国士
- NO.0「オヤジぃギャグ」（2008/11/29〜30、和歌浦小劇場）
- NO.1「Job!」（2009/02/28〜01、和歌浦アートキューブ）
- NO.2「アスタリカ」（2009/04/20〜29、CLUB　GATE/喫茶いっぷく）
- NO.3「時間です。」（2009/06/28〜30、CLUB　GATE）
- NO.4「夏の皮膚」（2009/09/0〜07、ウイングフィールド）
- side-c「ケロヨン」（2009/12/29〜30、CLUB　GATE）
- NO.5「葉桜/シノノメ、スカシテ、チヲニギル」（2010/09/18〜23、劇ノ場キタマチ）
- NO.6「時間です。（再演）」（2011/01/30、ウイングフィールド）
- NO.7「JOB（再演）」（2011/10/25〜26、ウイングフィールド）
- NO.8「すばらしい世界」（2011/12/26〜27、CLUB　GATE）
- Side-d「一万六千五百八十九円」（2011/12/30、CLUB　GATE）
- side-e「天使君、プライスレス・命を弄ぶ男ふたり」（2012/06/30〜07/02、劇ノ場キタマチ）
- NO.9「歪んだ神様、イヒヒと笑う。」（2012/06/30〜07/02、劇ノ場キタマチ）
- NO.10「49」（2012/09/22〜10/14、劇ノ場キタマチ）
- Side-f「わかのうらさか」（2012/10/28、片男波野外特設ステージ）
- side-g「垢穢(くえ)」（2012/12/30、劇ノ場キタマチ）
- NO.11「ジオラマサイズの断末魔」（2013/11/12〜13、劇ノ場キタマチ/ウイングフィールド）
- NO.12「ココココ/ルルル」（2014/04/12〜13、和歌浦アートキューブ）
- NO.13「ラムプの夜/神無月」（2014/10/04〜05、劇ノ場キタマチ）
- side-h「カモメと伯父さん」（2014/12/20〜21、劇ノ場キタマチ）
- side-i「シノノメ、スカシテ、チヲニギル。」（2015/1/5、劇ノ場キタマチ）
- side-j「ち」（2015/6/27〜28、劇ノ場キタマチ）